# Meliboeus andrewesi
Meliboeus andrewesi es una especie de escarabajo barrenador metálico del género Meliboeus, familia Buprestidae, orden Coleoptera.

## Taxonomía
Fue descrita por Obenberger en 1922 y publicada en Obenberger J. Beiträge zur Kenntnis Buprestiden (Col). Archiv für Naturgeschichte 88 (A) 12:64-168. (1922).